# Eugeniusz Dowkan
Eugeniusz Jan Dowkan (ur. 25 grudnia 1912 w Warszawie, zm. 19 sierpnia 1998 tamże) – funkcjonariusz Milicji Obywatelskiej i aparatu bezpieczeństwa PRL.

## Życiorys
Syn Adolfa i Honoraty z domu Lejk. Początkowo pobierał edukację w domu, po zdaniu egzaminu został przyjęty do Gimnazjum im. Władysława IV. W 1935 ukończył Państwową Szkołę Mierniczą w Warszawie. Zaangażował się w działalność polityczną, od 1937 był członkiem PPS. W sierpniu 1939 został zmobilizowany i przydzielony do Biura Cenzury przy Dowództwie Okręgu Korpusu nr 1. 
Okupację spędził w Warszawie, w lipcu 1944 przeniósł się do Miedzeszyna. Pracował jako opiekun w opiece społecznej oraz ośrodku zdrowia. 14 sierpnia 1944 r. został członkiem PPR. 
Pracę jako funkcjonariusz MO rozpoczął 20 sierpnia 1944. Po ukończeniu kursu oficerów polityczno-wychowawczych został mianowany zastępcą kierownika XI komisariatu MO w Świdrze, a następnie zastępcą komendanta wojewódzkiego MO ds. polityczno-wychowawczych w województwie warszawskim. W lutym 1946 r. objął funkcję komendanta wojewódzkiego MO we Wrocławiu. Uchwałą Prezydium KRN z 4 października 1946 odznaczony Złotym Krzyżem Zasługi. W kwietniu 1948 r. został mianowany komendantem wojewódzkim MO w Gdańsku. W latach 1949–1951 był szefem Wojewódzkiego Urzędu Bezpieczeństwa Publicznego w Katowicach, w latach 1951–1953 p.o. szefa Wojewódzkiego Urzędu Bezpieczeństwa Publicznego we Wrocławiu. Dyrektor Departamentu Ogólnego Ministerstwa Bezpieczeństwa Publicznego w latach 1953–1954. Został oskarżony o preparowanie dowodów i wymuszanie nieprawdziwych zeznań za co w kwietniu 1954 r. został dyscyplinarnie wydalony z organów bezpieczeństwa i zdegradowany do stopnia szeregowca.
Zmarł 19 sierpnia 1998 w Warszawie. Pochowany 27 sierpnia 1998 na cmentarzu Bródnowskim (sektor 44K-2-9).

## Awanse
- kapitan (1945)
- major (1946)
- podpułkownik (1947)[4]
- szeregowy (1954 degradacja)[2]